# Hazarajat

Hazarajat

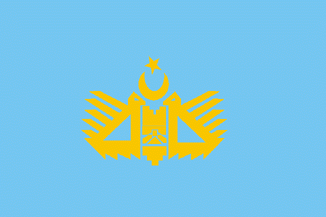
Bandera de la nació hazara (sector turcofil)

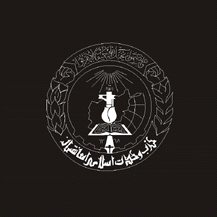
Bandera del Partit Hizb-i-Wahdat

Hazarajat o Hazaristan (hindko/urduہزارہ, paixtu هزاره) és una regió del centre de l'Afganistan habitada pels hazares. La capital és Bamian. Els famosos budes destruïts pels talibans (encara en queden les restes) eren a aquesta regió.

## Història
El segle xix era independent i estava governada per caps locals amb els seus propis exèrcits de vegades fins de dos mil homes. Els caps principals eren Mir Yazdan Bakhsh de Behsud, Mir Sadik Beg de Sarjangala, i els caps de Jaghori, Sangi Takht i Miran. Fou durant aquest segle que van començar a pagar tribut a l'emir de l'Afganistan a canvi del lliure comerç.
El 1880 va arribar al tron afganès Abd al-Rahman que aviat va decidir sotmetre la regió. Després de dos anys de resistència i de massacres que van afectar la meitat de la població, Hazarajat fou sotmesa el 1893. Els hazares van esdevenir esclaus (milers d'hazares foren venuts com esclaus) i molts van fugir del país. L'esclavitud no fou abolida fins al 1923.
Durant anys els hazares van viure en posició subordinada a l'Afganistan, ja al segle xx i no fou fins als anys seixanta que es van organitzar políticament, formant-se tres grans grups:
- Els islamistes, precedent del que seria després el partit Hizb-e-Wahdat, entre els líders dels quals cal esmentar quatre generals: Husain Ali, Khudaidad Hazara, Akbar Qasimi i Muhammad Asif.

- Els conservadors nacionalistes, tendència que fou liquidada pels comunistes entre 1978 i 1979.

- Els comunistes i socialistes, entre ells destacats personatges del règim comunista com Abdul Karim Mesaq (Ministre de Finances el 1978, membre de la facció khalq del partit comunista), Sultan Ali Keshtmand, ministre nombroses vegades i el 1981-1988 primer ministre, membre de la facció Parcham) i altres. Els elements propers al maoisme i posicions radicals foren eliminats pels comunistes entre 1978 i 1982.[2]

El març de 1979 va esclatar una rebel·lió a Hazarajat esperonada per agents iranians (els hazares són xiïtes com els iranians) va permetre a la població apoderar-se d'alguns pobles. L'1 de maig de 1979 es va revoltar la ciutat de Bamian però l'intent fou aplanat, si bé la ciutat va quedar assetjada de fet pels rebels que es van apoderar de tota la comarca menys la ciutat mateix.
Els hazares de Kabul es van revoltar el 23 de juny de 1979 sense èxit. Centenars de hazares foren detinguts per evitar posteriors revoltes.
El setembre de 1979 una assemblea de signataris de Hazarajat reunida a Panjaw, va portar a la creació de la Shura e Itifaq (Consell de la Unió) per administrar el Hazarajat, amb Sayed Ali Behishti com a dirigent. La Shura establí la seva pròpia administració, reclutant soldats, cobrant impostos, emetent cartes d'identitat i passaports, i establint fins i tot oficines a l'exterior (Pakistan i Iran).
El país fou dividit en 8 districtes militars i 36 districtes civils. La majoria dels dirigents capacitats de la Shura eren intel·lectuals i terratinents; però el clergat aviat va agafar el control, va eliminar els terratinents (molts dels quals foren executats) i als intel·lectuals (també alguns foren executats). El control del país va quedar en mans de sacerdots partidaris de l'iman Khomeini de l'Iran.
Els hazares de Kabul es van revoltar altra vegada el febrer de 1980, el que demostra que la repressió dels comunistes no fou tan massiva com els hazares deien. Es va dir insurrecció de She e Hoot i es va estendre a diversos districtes, però finalment fou controlada.
Van començar a sorgir grups islamistes:
- Harakat-e-islami (fundat a l'Iran el 1979) de Muhammad Asif Mohsini
- Sazman-e-Mujahidin-e-Mustazafin (Organització dels Guerrers dels Desposseïts) fundada a l'Iran el 1979.
- Sazman-e-Nasr (Victòria i Organització) fundada a Bamian el 1979.
- Sepah-e-Pasdaran (Cos de Guàrdies Revolucionaris) de Muhammad Akbari, fundada a l'Iran el 1981.
- Hizbullah, del xeic Buzoki, fundada a l'Iran el 1981

El president del govern d'Hazarajat (Shura e Itifaq), Sayed Ali Behishti, fou expulsat el 1983 del seu quarter general a Waras (província de Ghor) sota pressió del Sazman-e-Nasr i del Sepah-e-Pasdaran; la nova direcció del país no considerava les diferències ètniques sinó les religioses.
Per discutir el futur del país una gran assemblea es va reunir a Panjaw, a la província de Bamian, el 1988, i va acordar la creació d'un partit nacional islàmic, el Hizb-i-Wahdat, sota la direcció de Abdul Ali Mazari.
Després de la retirada soviètica el 15 de febrer de 1989 i l'establiment de la política de reconciliació nacional de Najibullah, els partits islàmics van crear un govern interí de l'Afganistan (AIG) però els hazares xiïtes no hi van voler participar si no se'ls atorgava almenys el 20% de representació, i en van quedar exclosos.
Els grups islàmics afganesos van prendre el poder a Kabul el 1992. El nou president Rabbani va ordenar l'eliminació dels punts forts dels hazares el 7 de juny de 1992 i dotzenes d'hazares van morir en les lluites.
El líder hazara, Mazari, es va aliar llavors a Hekmatiyar, líder del Hizb-i-islami, que era el rival de Rabbani, al que es va enfrontar en una sagnant lluita pel poder.
El 1994 Rabbani des del govern, va acusar als hazara d'haver causat l'epidèmia de còlera a Kabul i va atacar Hazarajat sense massa èxit, repetint l'atac el 1995. Alguns líders xiïtes, i entre ells també hazares, es van aliar a Rabbani; l'hazara més destacat que s'hi va aliar fou Moshini, dirigent del Harakat-e-islami.
En un clima d'enfrontament obert entre Rabbani i el Hizb-i-Wahdat, amb lluites militars a Kabul i altres llocs, el líder hazara Mazari va demanar la cooperació del líder talibà [Mullah Omar]. Aquest va cridar a Mazari a una reunió al seu feu de Gulbagh, però una vegada allí va agafar a Mazari i els seus acompanyants com presoners i els va traslladar a Charasyab, prop de Kabul, on foren assassinats (12 de març de 1995).
A Mazari el va succeir Muhammed Karim Kalili, que va reorganitzar la direcció del partit i va iniciar una ofensiva que en pocs mesos va expulsar d'Hazarajat a les forces governamentals del president Rabbani (estiu de 1995). Rabbani va fugir al nord, al territori poblat pels tadjiks, davant els talibans que es van fer amos de quasi tot el país.
Des de llavors els talibans gairebé no varen poder entrar a Hazarajat fora dels llocs principals i van restar independents. El 1999 van arribar a ocupar Bamian durant un temps. Els combats van produir alts nivells de destrucció i milers de refugiats.
Després de l'ocupació americana la situació real no ha canviat amb els hazara com a posseïdors efectius del poder al territori però reconeixent al govern de Kabul.